# Gewog di Lumang
Il gewog di Lumang è uno dei quindici raggruppamenti di villaggi del distretto di Trashigang, nella regione Orientale, in Bhutan.